# هاري هيوز (لاعب كرة قدم أسترالية)
هاري هيوز (بالإنجليزية: Harry Hughes)‏ هو لاعب كرة قدم أسترالية أسترالي، ولد في 24 مايو 1876 في وندزر ‏ في أستراليا، وتوفي في 5 نوفمبر 1929 في كيو ‏ في أستراليا.

## وصلات خارجية
- هاري هيوز على موقع AustralianFootball.com (الإنجليزية)
- هاري هيوز على موقع AFLtables.com (الإنجليزية)